# ماری نوئل
ماری نوئل (به فرانسوی: Marie Noël) شاعر قرن نوزدهم میلاد مسیح اهل کشور اروپایی فرانسه بود.